# Gebraden Haan
"De Gebraden Haan" is een fictief hotel met restaurant in de Bommelsaga, geschreven en getekend door Marten Toonder. Het is het grootste hotel van de stad en is luxueus ingericht met namaak-antiek.
Het hotel wordt voor het eerst genoemd in het verhaal De dropslaven uit 1959. Het ligt in Rommeldam tussen de Mosterdsteeg en de rivier de Rommel in een parkachtige omgeving. Het  wordt door voorname Rommeldammers gebruikt bij speciale gelegenheden om er feestelijk de maaltijd te genieten. Ook gebruikt Heer Ollie het hotel als tijdelijke woonplaats als Bommelstein weer eens niet beschikbaar is voor bewoning.